# Holocotylon texense
Holocotylon texense är en svampart som beskrevs av Lloyd 1906. Holocotylon texense ingår i släktet Holocotylon och familjen Agaricaceae.   Inga underarter finns listade i Catalogue of Life.